# Tiszaladány
Tiszaladány ist eine ungarische Gemeinde im Kreis Tokaj im Komitat Borsod-Abaúj-Zemplén. Gut 10 Prozent der Bewohner gehören der Volksgruppe der Roma an.

## Geografische Lage
Tiszaladány liegt in Nordungarn, 47 Kilometer östlich des Komitatssitzes Miskolc, 6,5 Kilometer südlich der Kreisstadt Tokaj an einem toten Arm der Theiß. Die Nachbargemeinde Tiszatardos befindet sich südwestlich.

## Sehenswürdigkeiten
- Elek-Győri-Büste, erschaffen von Sándor Gyula Makoldi
- Reformierte Kirche, erbaut um 1820
- Weltkriegsdenkmal und 1848er-Denkmal

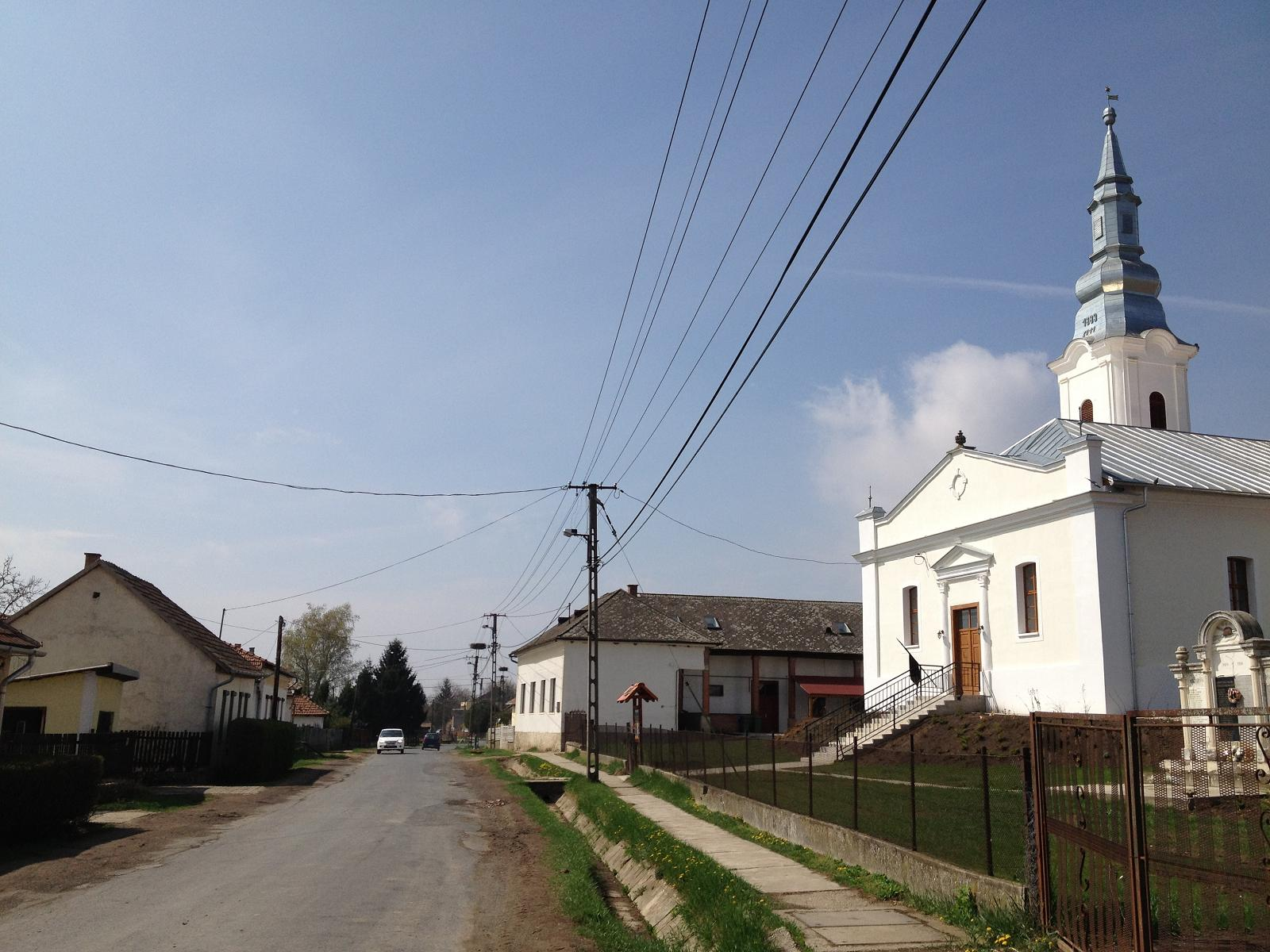
Reformierte Kirche

## Gemeindepartnerschaft
Es besteht eine Partnerschaft mit der rumänischen Gemeinde Bodoc (Covasna).

## Verkehr
Durch Tiszaladány verläuft die Landstraße Nr. 3621, welche von Taktaharkány über Taktakenéz, Prügy, Taktabáj, Csobaj, Tiszatardos nach Tiszaladány und weiter nach Tokaj führt. Es bestehen Busverbindungen nach Szerencs sowie  nach Tokaj, wo sich der nächstgelegene Bahnhof befindet.